# Johan Schwartz
Johan Schwartz (7. prosince 1877 – 25. prosince 1920) byl norský rychlobruslař.
V roce 1901 se zúčastnil svého prvního norského šampionátu. V mezinárodních závodech debutoval o rok později, kdy také dosáhl svého největšího sportovního úspěchu – zvítězil na Mistrovství Evropy 1902. Kromě toho startoval i na Mistrovství světa. Roku 1903 vyhrál norské mistrovství. Tehdy startoval i na kontinentálním a později i na světovém šampionátu, což byl jeho poslední absolvovaný závod.